# Distrito de Srikakulam
Srikakulam (en telugú; శ్రీకాకుళం జిల్లా) es un distrito de India en el estado de Andhra Pradesh. Código ISO: IN.AP.SR.
Comprende una superficie de 5 837 km².
El centro administrativo es la ciudad de Srikakulam.

## Demografía
Según censo 2011 contaba con una población total de 2 699 471 habitantes.